# Korsberga landskommun, Jönköpings län
Korsberga landskommun var en tidigare kommun i Jönköpings län.

## Administrativ historik
När 1862 års kommunalförordningar trädde i kraft den 1 januari 1863 inrättades i Sverige cirka 2 400 landskommuner samt 89 städer och ett mindre antal köpingar.
Då inrättades i Korsberga socken i Östra härad i Småland denna kommun.
Vid kommunreformen 1952 bildade den storkommun genom sammanläggning med de tidigare kommunerna Lemnhult och Södra Solberga.
1971 upplöstes den år 1952 bildade kommunen genom sammanläggning med nybildade Vetlanda kommun.
Kommunkoden var 0635.

### Kyrklig tillhörighet
I kyrkligt hänseende tillhörde kommunen Korsberga församling. Den 1 januari 1952 tillkom Lemnhults församling och Södra Solberga församling.

## Geografi
Korsberga landskommun omfattade den 1 januari 1952 en areal av 247,46 km², varav 233,10 km² land. Efter nymätningar och arealberäkningar färdiga den 1 januari 1957 omfattade landskommunen den 1 november 1960 en areal av 246,19 km², varav 232,31 km² land.

### Tätorter i kommunen 1960
I Korsberga landskommun fanns tätorten Österkorsberga, som hade 649 invånare den 1 november 1960. Tätortsgraden i kommunen var då 31,2 procent.

## Politik

### Mandatfördelning i valen 1938–1966
| 5 | 15 |

| 20 |

| 6 | 8 | 6 |

| 20 |

| 2 | 4 | 9 | 5 |

| 19 |

| 10 | 2 | 14 | 6 | 3 |

| 34 |

| 8 | 2 | 14 | 6 | 5 |

| 33 |

| 9 | 14 | 6 | 6 |

| 33 |

| 10 | 14 | 6 | 5 |

| 31 |

| 6 | 12 | 5 | 3 | 4 |

| 28 |